# La via del mondo
Così va il mondo (The Way of the World) è l'ultima commedia del commediografo William Congreve, andata in scena per la prima volta ai Lincoln's Inn Fields di Londra nel 1700.
Nonostante le critiche iniziali di immoralità, l’opera viene oggi considerata come una delle migliori commedie della Restaurazione e viene ancora portata in scena nel mondo anglosassone.
Così va il mondo racconta dei due amanti Mirabell e Millamant che, per sposarsi e ottenere tutta la dote della fanciulla, devono ottenere la benedizione della zia, Lady Wishfort, che, sfortunatamente, detesta Mirabell e vuole che il nipote Sir Wilfull sposi Millamant. Ma Lady Wishfort ha anche un secondo fine: vedova da tempo, vorrebbe risposarsi con lo zio di Mirabell, il ricchissimo (e inesistente) Sir Rowland, e quindi poter entrare in possesso dell'ampia eredità di Mirabell.

## Trama
Mirabell e Fainall hanno appena finito di giocare a carte quando sopraggiunge un valletto con l'annuncio che Waitwell, un domestico di Mirabell, e Foible, una serva di Lady Wishfort, hanno convolato a nozze quella stessa mattina. Mirabell confida a Fainall di voler sposare Millamant e l'amico lo incoraggia a farle la proposta. Witwould e Petullant però lo informano che se Lady Wishfort si dovesse sposare Millamant perderebbe la sua eredità di seimila sterline: Mirabell otterrà quei soldi solo se otterrà il permesso di Lady Wishfort di sposare la nipote. A St James' Park, le signore Fainall e Marwood discutono del loro odio per gli uomini quando sopraggiunge Fainall. L'uomo accusa Mrs Marwood, la sua amante, di essere innamorata di Mirabell (il che è vero); la moglie intanto, la vecchia amante di Mirabell, dice al suo ex di odiare il marito e i due complottano per ingannare Lady Wishfort affinché lasci alla nipote l'eredità. Nonostante il piano non sia gradito a Millamant, Mirabell decide di andare avanti comunque con l'aiuto di Foible e Waitwell.
A casa della padrona, Foible tenta di convincere Lady Wishfort a sposare lo zio di Mirabell, Sir Rowland. Ma Sir Rowland in realtà non esiste e altri non è che Waitwell travestito: l'uomo corteggia la Lady perché sa che il matrimonio non potrebbe essere celebrato, dato che per lui sarebbe bigamia e che la differenza sociale tra i due resta comunque troppo elevata. Mirabell si offre di salvare Lady Wishfort dall'imbarazzante situazione in cambio del consenso a sposare Millamant. Più tardi, Foible e Mrs Fainall discutono il piano, ma vengono sentite da Mrs Marwood, che rivela lo stratagemma a Fainall, il quale decide che prenderà i soldi della moglie e scapperà con Mrs Marwood. Mirabell e Millamant discutono nel dettaglio i termini del loro eventuale matrimonio. Mirabell chiede la mano di Millamant e la ragazza acconsente, spinta da Mrs Fainall. Mirabell se ne va e Lady Wishfort arriva, annunciando che è suo desiderio che Millamant sposi suo nipote, Sir Wilfull Witwoud, appena arrivato dalla campagna. Lady Wishfort riceve una lettera che svela l'inganno di Sir Rowland, ma l'aristocratico (in realtà Waitwell) nega tutto e accusa Mirabell di tentare di sabotare il loro matrimonio. Rincuorata, Lady Wishfort accetta che Rowland le porti una copia del contratto matrimoniale.
Lady Wishfort infine scopre tutta la verità e ordina a Fainall di arrestare Waitwell. La signora Fainall rivela a Foible che la sua vecchia relazione con Mirabell è ora di pubblico dominio. Fainall usa la notizia della relazione tra la moglie e Mirabell e del contratto matrimoniale tra il giovane e Millamant per ricattare Lady Wishfort, minacciandola di rovinarla la reputazione se l'aristocratica non verserà a lui la sua intera fortuna. Lady Wishfort allora offre a Mirabell il suo consenso di sposare Millamant a patto che lui possa salvarla dalla povertà e dal disonore e Mirabell convoca Waitwell, che porta un documento precedente alle nozze tra i Fainall in cui la futura signora Fainall lasciava tutti i suoi averi a Mirabell. Questo sventa la minaccia di Fainall e Mirabell restituisce alla moglie dell'uomo il suo capitale. Alla fine, Mirabell è libero di sposare Millamant con un'eredità di dodicimila sterline.

## Edizione
L'epigrafe sul frontespizio della prima edizione in assoluto dell'opera, pubblicata del 1700, contiene due citazioni in latino dalle note Satire di Orazio:
Qui mæchis non vultis.»
tutto liscio con gli adulteri.»
(Orazio, Satire, I, 2)
(Orazio, Satire, I, 2)

## Stile
Così va il mondo è considerata una delle opere teatrali più degne di note del suo tempo, nonché uno dei massimi esempi di comedy of manners, genere di commedia tipico del periodo della Restaurazione, caratterizzato da temi come l'amore e il matrimonio, visti in chiave umoristica. Inoltre Così va il mondo rappresenta una potente satira delle classi sociali più elevate all'epoca di Congreve, nonché una presa in giro delle ideologie che tali ceti avevano in merito al matrimonio e all'amore in generale.
Il titolo in lingua originale dell'opera, "The Way of the World", è un'espressione frivola che indica il modo in cui le persone si comportano. Tuttavia, ai tempi della Restaurazione, tale espressione connotava l'adulterio, che era un comportamento comune nelle classi più privilegiate della società, nonché nelle commedie teatrali della Restaurazione. Pertanto, il titolo prefigura l'importanza dell'adulterio per la trama dell'opera e il tono leggero con cui essa verrà recitata. La leggerezza del tono non esclude però che l'opera sia ricca di molteplici artifici retorici salaci, e talvolta complessi da cogliere.
Per questo stesso motivo, la commedia è scritta con un linguaggio costellato di sarcasmo e arguti giochi di parole, contenuti anche nei nomi stessi dei personaggi.
Infatti, come molte commedie della Restaurazione, Così va il mondo fa abbondante utilizzo di "nomi parlanti" per i personaggi, vale a dire che il loro nome rispecchia le loro caratteristiche principali. Il nome Millamant, per esempio, viene al francese "mille amants", proprio ad indicare la sua promiscuità, mentre il nome di Lady Wishfort viene dall'inglese "wish for it", che già indica il suo desiderio ardente di trovare un uomo nonostante l'età avanzata. Allo stesso modo, l'anima menzognera di Fainall è tradita dal suo stesso nome, che richiama "feign all", fingi tutto.

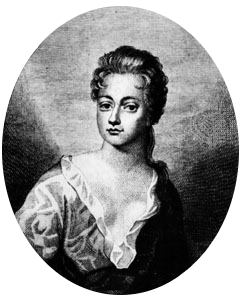
Anne Bracegirdle

## Personaggi
Tutti i personaggi della comedy of manners tradizionale sono caratterizzati da una grande proprietà di linguaggio, che utilizzano spesso per contraddire e raggirare gli altri. Tali caratteristiche sono tipiche soprattutto del personaggio del servo, fondamentale per la trama, che permette al suo padrone o padrona di raggiungere i propri obiettivi e il lieto fine. Questo personaggio costituisce una chiara ripresa della figura del servus callidus, personaggio centrale delle commedie antiche greche e romane.
È importante notare che questa, così come molte altre commedie inglesi del Settecento, presentino molteplici personaggi femminili spesso con ruoli fondamentali all'interno delle trame, a differenza dei periodi precedenti, in cui spesso le donne ricoprivano ruoli marginali. Questo è motivato dal fatto che la Restaurazione è stato il primo periodo che segnò l'affermazione, accanto agli attori maschi, delle attrici donne, per interpretare i ruoli femminili: fino al secolo precedente, anche questi ruoli erano unicamente stati riservati agli uomini, e perciò i drammaturghi spesso erano stati soliti ridurre il numero di personaggi femminili, facendo prevalere quelli di sesso maschile.
Infatti i protagonisti Mirabell e Millamant vennero interpretati, durante la prima assoluta ai Lincoln's Inn Fields, rispettivamente da John Verbruggen e Anne Bracegirdle, divenuta presto una delle attrici più celebri della sua epoca. La Restaurazione fu inoltre il periodo in cui apparvero i primi attori divenuti celebrità all'interno della società.